# Canton de Saillagouse
Le canton de Saillagouse est une ancienne division administrative française, située dans le département des Pyrénées-Orientales et la région Languedoc-Roussillon. Supprimé depuis le redécoupage cantonal de 2014, ses communes sont intégrées au Canton des Pyrénées catalanes.

## Territoire
Le canton de Saillagouse couvre approximativement la Cerdagne française, partie de l'ancien comté de Cerdagne cédée au royaume de France par le traité des Pyrénées du 7 novembre 1659 et délimitée par le traité de Llívia du 12 novembre 1660.

## Histoire
Le canton de Saillagouse est créé en 1790 au sein du district de Prades, devenu arrondissement de Prades en 1801.
Le canton est maintenu par l'arrêté du 9 nivôse an X (9 janvier 1802) portant réduction des justices de paix dans le département des Pyrénées-Orientales. Cet arrêté supprime le canton d'Ur et réunit les communes le composant au canton de Saillagouse. Renommé canton de Saillagouse-Llo en 1974, il reprend son nom initial en 1984,.
Le canton est supprimé par le décret no 2014-262 du 26 février 2014 portant délimitation des cantons dans le département des Pyrénées-Orientales. Les communes du canton sont intégrées dans le nouveau canton des Pyrénées catalanes.

## Composition
Le canton de Saillagouse groupe 21 communes :
| Nom                                 | Code Insee | Intercommunalité      | Superficie (km2) | Population (dernière pop. légale) | Densité (hab./km2) |
| ----------------------------------- | ---------- | --------------------- | ---------------- | --------------------------------- | ------------------ |
| Saillagouse (chef-lieu)             | 66167      | CC Pyrénées Cerdagne  | 11,35            | 1 085 (2014)                      | 96                 |
| Angoustrine-Villeneuve-des-Escaldes | 66005      | CC Pyrénées Cerdagne  | 87,87            | 710 (2014)                        | 8,1                |
| Bourg-Madame                        | 66025      | CC Pyrénées Cerdagne  | 7,85             | 1 201 (2014)                      | 153                |
| Dorres                              | 66062      | CC Pyrénées Cerdagne  | 24,77            | 161 (2014)                        | 6,5                |
| Égat                                | 66064      | CC Pyrénées Cerdagne  | 4,47             | 442 (2014)                        | 99                 |
| Enveitg                             | 66066      | CC Pyrénées Cerdagne  | 30,52            | 672 (2014)                        | 22                 |
| Err                                 | 66067      | CC Pyrénées Cerdagne  | 25,92            | 638 (2014)                        | 25                 |
| Estavar                             | 66072      | CC Pyrénées Cerdagne  | 9,24             | 441 (2014)                        | 48                 |
| Eyne                                | 66075      | CC Pyrénées catalanes | 20,36            | 128 (2014)                        | 6,3                |
| Font-Romeu-Odeillo-Via              | 66124      | CC Pyrénées catalanes | 29,60            | 1 916 (2014)                      | 65                 |
| Latour-de-Carol                     | 66095      | CC Pyrénées Cerdagne  | 12,63            | 422 (2014)                        | 33                 |
| Llo                                 | 66100      | CC Pyrénées Cerdagne  | 28,44            | 168 (2014)                        | 5,9                |
| Nahuja                              | 66120      | CC Pyrénées Cerdagne  | 5,60             | 73 (2014)                         | 13                 |
| Osséja                              | 66130      | CC Pyrénées Cerdagne  | 17,13            | 1 330 (2014)                      | 78                 |
| Palau-de-Cerdagne                   | 66132      | CC Pyrénées Cerdagne  | 11,50            | 411 (2014)                        | 36                 |
| Porta                               | 66146      | CC Pyrénées Cerdagne  | 65,19            | 119 (2014)                        | 1,8                |
| Porté-Puymorens                     | 66147      | CC Pyrénées Cerdagne  | 49,42            | 115 (2014)                        | 2,3                |
| Sainte-Léocadie                     | 66181      | CC Pyrénées Cerdagne  | 8,88             | 139 (2014)                        | 16                 |
| Targasonne                          | 66202      | CC Pyrénées Cerdagne  | 7,80             | 179 (2014)                        | 23                 |
| Ur                                  | 66218      | CC Pyrénées Cerdagne  | 6,79             | 346 (2014)                        | 51                 |
| Valcebollère                        | 66220      | CC Pyrénées Cerdagne  | 26,03            | 44 (2014)                         | 1,7                |

## Représentation

### Conseillers d'arrondissement (de 1833 à 1940)
Le canton de Saillagouse avait deux conseillers d'arrondissement.
| Période                                  | Période | Identité                  | Étiquette                            | Qualité |
| ---------------------------------------- | ------- | ------------------------- | ------------------------------------ | --- |
| 1833                                     | 1833    | M. Colomer                |                                      | Propriétaire                                                                                                |
| 1833                                     | 1836    | Joan Batlle               |                                      | Propriétaire à Bourg-Madame                                                                                 |
| 1836                                     | 1842    | Dominique Barrère         |                                      | Négociant à Bourg-Madame                                                                                    |
| 1836                                     | 1845    | François Garreta          |                                      | Négociant à Latour-de-Carol                                                                                 |
| 1845                                     | 1848    | Bonaventure de Monteilla  |                                      | Ancien maire de Sainte-Léocadie                                                                             |
|                                          |         |                           |                                      | |
| 1889                                     | 1895    | Joseph Ribo               |                                      | Maire de Porta                                                                                              |
| 1889                                     | 1895    | Georges Llédos            |                                      | Propriétaire à Err                                                                                          |
| 1895                                     |         | Michel Aris (1861-1918)   | Républicain                          | Propriétaire, cultivateur, maire de Sainte-Léocadie                                                         |
| 1895                                     |         | M. Barrière               | Républicain                          | |
|                                          |         |                           |                                      | |
| 1925                                     | 1927    | Georges Clerc             | Républicain                          | Médecin à Saillagouse                                                                                       |
| 1927                                     | 1931    | Emmanuel Brousse fils     | Républicain national                 | Publiciste                                                                                                  |
| 1931                                     | 1937    | Barthélemy Lledos         | Union républicaine et sociale        | Maire d'Err                                                                                                 |
| 1925                                     | 1940    | Thomas Casals (1885-1967) | Conc.rép. anticollectiviste puis PPF | Pharmacien et dentiste, maire de Bourg-Madame                                                               |
| 1937                                     | 1940    | Michel Aris               | PPF                                  | Minotier et propriétaire terrien à Sainte-Léocadie                                                          |
| 1940                                     |         |                           |                                      | Les conseils d'arrondissement ont été suspendus par la loi du 12 octobre 1940 et n'ont jamais été réactivés |
| Les données manquantes sont à compléter. |         |                           |                                      | |

### Conseillers généraux de 1833 à 2015
| Période                                  | Période          | Identité                      | Étiquette                             | Qualité |
| ---------------------------------------- | ---------------- | ----------------------------- | ------------------------------------- | --- |
| 1833                                     | 1836             | Laurent Delcasso (1783-1858)  |                                       | Propriétaire à Sainte-Léocadie |
| 1836                                     | 1845 (démission) | Joan Batlle (1789-1851)       |                                       | Agriculteur, commerçant, propriétaire Maire de Bourg-Madame, conseiller d'arrondissement                                                                             |
| 1845                                     | 1848             | François Garreta (1773-1848)  |                                       | Propriétaire et négociant à La Tour-de-Carol, conseiller d'arrondissement                                                                                            |
| 1848                                     | 1852             | Joseph Carbonell (1817-1862)  | Gauche                                | Docteur en droit, propriétaire, juge de paix, maire d'Ur (1848-1851)                                                                                                 |
| 1852                                     | 1854             | Laurent Delcasso (1783-1858)  |                                       | Propriétaire à Matemale |
| 1854                                     | 1867             | James Jaume (1812-1889)       |                                       | Négociant à Perpignan |
| 1867                                     | 1871             | Bonaventure de Montella       |                                       | Maire de Sainte-Léocadie (1865-1870, 1871-1874) |
| 1871                                     | 1877 (décès)     | Antoine Garreta (1800-1877)   |                                       | Négociant à Toulouse et propriétaire à La Tour-de-Carol Vice-président du Conseil général de 1871 à 1877                                                             |
| 1878                                     | 1884 (démission) | Sauveur Duran (1840-1919)     |                                       | Capitaine adjudant-major au 27e bataillon de Chasseurs à pied |
| 1884                                     | 1892             | Jean Laffon                   | Républicain                           | Rédacteur en chef de l'Observateur du Cap-Béar |
| 1892                                     | 1898             | Adolphe Ramonatxo (1841-1910) | Rad.                                  | Maire de Latour-de-Carol (1884-1910) |
| 1898                                     | 1926 (décès)     | Emmanuel Brousse              | Gauche républicaine                   | Imprimeur et journaliste conseiller municipal de Perpignan Député (1906-1924)                                                                                        |
| 1927                                     | 1940             | Georges Clerc                 | URD                                   | Médecin à Saillagouse, conseiller d'arrondissement Membre de la Commission administrative des Pyrénées-Orientales (1941-1943) Nommé conseiller départemental en 1943 |
|                                          |                  |                               |                                       | |
| 1945                                     | 1951 (décès)     | Barthélemy Lledos             | SFIO                                  | maire d'Err (1929-1943 et 1944-1951) propriétaire terrien, ancien conseiller d'arrondissement                                                                        |
| 1951                                     | 1973 (décès)     | Michel Aris                   | CNI                                   | propriétaire terrien, minotier, maire de Sainte-Léocadie, ancien conseiller d'arrondissement mort en cours de mandat                                                 |
| 1973                                     | 1994             | Joseph Calvet                 | DVD puis UDF puis DVD                 | maire de Bourg-Madame (1973-1995) |
| 1994                                     | 2015             | Georges Armengol              | SE[réf. nécessaire] puis UMP puis DVD | Fonctionnaire, maire de Saillagouse depuis 1994 |
| Les données manquantes sont à compléter. |                  |                               |                                       | |

## Démographie
| 1990  | 1999   | 2006   | 2011   | 2012   |
| ----- | ------ | ------ | ------ | ------ |
| 9 350 | 10 173 | 11 006 | 10 889 | 10 770 |